# Tremoloharmonika

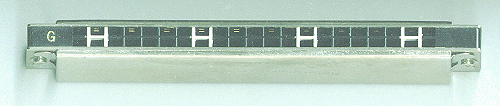
Eine Tremoloharmonika

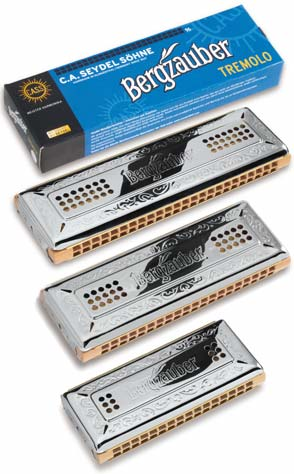
Tremolomundharmonika (Wender) mit Holzkanzellen

Tremoloharmonikas sind eine Sorte von Mundharmonikas, die sich durch zwei Zungen pro Note auszeichnen. Bei der Tremoloharmonika sind die zwei Zungen etwas verschoben gestimmt, sodass die eine leicht höher, die andere leicht tiefer als die Zielnote klingt. Dadurch entsteht ein speziell welliger oder trällernder Ton, der durch die zwei nicht genau gleich gestimmten Zungen und die daraus folgenden Wellenformen der Schallwellen hervorgebracht wird. Die Geschwindigkeit des Tremolos kann je nach gewünschtem Effekt von Modell zu Modell variieren. Instrumente, bei welchen das „Schlagen“, aufgrund der größeren Frequenzdifferenz der einzelnen Zungen zur Zielnote, schneller ist, werden als „nass“ bezeichnet, während jene, bei denen das Schlagen langsamer und weniger auffällig ist, als „trocken“ bezeichnet werden.
Die tonale Variation der Tremoloharmonika ist kein eigentliches Tremolo. Tremolo wird häufig als eine periodische Lautstärkenänderung definiert, während die Tremoloharmonika eine Schwebung erzeugt. Dieser Effekt ist ziemlich bekannt bei westlichen Zungeninstrumenten und wird bei Akkordeons, Harmonien und Zungenorgeln unter verschiedenen Namen (celeste, vox jubilante etc.) verwendet. 
Tremoloharmonikas sind wahrscheinlich die gebräuchlichste Form der Mundharmonika. Weit verbreitet ist sie in der Volksmusik sowie in vielen Teilen Ostasiens. Im Westen wird sie häufig in der traditionellen Volksmusik verwendet, sowohl in Europa wie in Südamerika. In China, Japan, Korea, Taiwan und auch in anderen Teilen Asiens wird die Tremoloharmonika jedoch in fast jeder Form von Musik verwendet, also von Volksmusik bis hin zu klassischer Musik – tatsächlich werden sogar speziell für Ensembles geeignete Harmonikas hergestellt. Spieler benutzen oftmals mehrere verschiedene Harmonikas gleichzeitig, indem sie sie übereinander gelegt halten, um Töne und Akkorde spielen zu können, welche auf keinem der einzelnen Instrumente vorhanden wären.
Die meisten Harmonikas sind auf dem sogenannten Wiener System aufgebaut, welches nach der Stadt Wien benannt ist, wo solche Harmonikas zuerst aufkamen. Bei dieser Bauart sind die zwei schlagenden Zungen auf zwei Zungenplatten verteilt (einer oberen und einer unteren) und werden über eine gemeinsame Kanzelle angeblasen. In der Praxis jedoch verfügt jede Zunge über eine separate Kanzelle. Im Unterschied zur diatonischen Harmonika, die nach dem Richtersystem gebaut wird, verfügen die Zug- und Stoßzungen über keine gemeinsame Kanzelle. Dies ermöglicht es dem Spieler, eine Zunge isoliert anzuspielen, während normalerweise der Spieler beide Tremolozungen miteinander anbläst; so wird die Möglichkeit für verschiedene Sorten Bends und andere Effekte geschaffen, die nur dadurch ermöglicht werden, dass einzelne Zungen ausgewählt werden und andere nicht. Gleichfalls ist es möglich, ohne Tremoloeffekt zu spielen, indem nur die obere oder untere Reihe Zungen angespielt wird, während die andere mit den Lippen verschlossen gehalten wird. Tatsächlich aber wird das eigentlich hauptsächlich für Effekte verwendet, und das Instrument wird meistens so gespielt, als hätten die zwei Tremolozungen eine gemeinsame Kanzelle.